# Uileacu de Beiuș
Uileacu de Beiuș là một xã thuộc hạt Bihor, România. Dân số thời điểm năm 2002 là 2483 người.